# Lady från Shanghai
Lady från Shanghai (engelska: The Lady from Shanghai) är en amerikansk kriminaldramafilm från 1947 i regi av Orson Welles. Den är baserad på Sherwood Kings roman If I Die Before I Wake. I huvudrollerna ses Welles, Rita Hayworth och Everett Sloane. Filmen har av filmhistoriker i efterhand kommit att sorteras in under genren film noir.

## Handling
Sjömannen Michael O'Hara (Orson Welles) möter den vackra Elsa (Rita Hayworth) då hon åker hästvagn genom Central Park. Kort därefter blir hon överfallen av några huliganer men Michael kommer till undsättning och följer henne därefter hem. Han får reda på att Elsa och hennes man, den berömda kriminaladvokaten Arthur Bannister (Everett Sloane), just anlänt till New York från Shanghai. De ska vidare till San Francisco via Panamakanalen. Michael som har blivit attraherad av Elsa går med på att arbeta på deras yacht och följer således med dem, trots onda aningar. 
Strax efter avfärden ansluter sig Bannisters arbetskamrat, George Grisby (Glenn Anders), till dem. Han föreslår att Michael ska "mörda" honom, i en plan där han ska fejka sin egen död så att han kan få ut sin livförsäkring. Han lovar Michael $5 000 och förklarar att eftersom han inte ämnar dö på riktigt och därav inget lik kan Michael inte bli dömd för mordet (se Corpus delicti, strafflag under denna tid). Michael går med på detta, med avsikten att använda dem att rymma iväg tillsammans med Elsa som han påbörjat en relation med. Han blir tvungen att skriva under en bekännelse. 

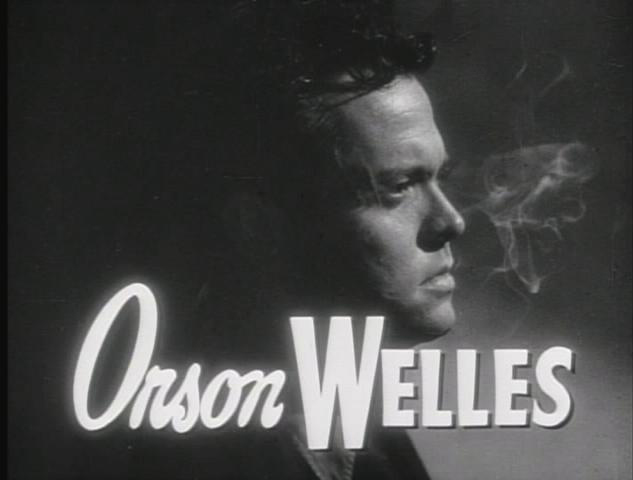
Welles som Michael O'Hara i The Lady from Shanghai (1947)

Kvällen för "mordet" konfronteras Grisby av Sydney Broome, en privatdetektiv som förföljt Elsa på order av hennes man. Broome känner till Grisbys plan och att han dessutom har för avsikter att mörda Arthur Bannister och sätta dit Michael för brottet, därefter undfly misstankar genom att fejka mordet på sig själv. Broome blir skjuten av Grisby som lämnar honom i tron över att denne är död. Michael som inte känner till vad som skett fortsätter med planen och ser Grisby åka iväg i en motorbåt innan han avlossar skotten i luften. Under tiden har Broome, som är illa skadskjuten, sökt hjälp hos Elsa och berättar om Grisbys plan. 
Michael, som tror att det hela är över, ringer för att informera Elsa men blir förvånad då Broome svarar. Innan han dör varnar han Michael för Grisby. Michael rusar genast till Bannisters kontor för att i god tid se Bannister, levande, samt polisen som för iväg Grisbys kropp från platsen. Polisen finner bevis att Michael är skyldig, då de hittar hans bekännelse och tar med honom till stationen. 
Bannister erbjuder sig att försvara Michael och anser att fallet är lättare vunnet om han pläderar mord, då det finns såpass mycket bevis. Under rättegången får Bannister reda på Michael och Elsas förhållande och finner mycket nöje då han misstänker att de kommer förlora. Han indikerar också att han vet den riktiga mördarens identitet. Michael lyckas till slut fly från rättegångssalen genom att fejka ett självmordsförsök innan den slutgiltiga domen meddelats. Elsa följer efter och de gömmer sig på en teater i Chinatown. Elsa ringer och ber en kinesisk vän att komma och möta henne. Medan de väntar och låtsas titta på showen förstår Michael att hon dödade Grisby. Hennes vän anländer och de tar med Michael, medvetslös till det lustiga huset i en nöjespark. När han vaknar upp inser han att Grisby och Elsa planerade mordet på hennes man tillsammans och ämnade sätta dit honom för det. Broomes inblandning förstörde planen och Elsa hade varit tvungen att döda Grisby för att skydda sig själv.
Ett surrealistiskt skottdrama äger rum i spegelsalen där Bannister dör och Elsa blir allvarligt skadad. Förkrossad lämnar Michael platsen och antar att det som skett ska lämna honom fri från anklagelser.

## Rollista
- Rita Hayworth - Elsa "Rosalie" Bannister
- Orson Welles - Michael O'Hara
- Everett Sloane - Arthur Bannister
- Glenn Anders - George Grisby
- Ted de Corsia - Sidney Broome
- Erskine Sanford - Judge
- Gus Schilling - "Goldie" Goldfish
- Carl Frank - Distriktsåklagaren Galloway
- Louis Merrill - Jake
- Evelyn Ellis - Bessie
- Harry Shannon - Taxichaufför